# CAT. 8 – Wenn die Erde verglüht…
CAT. 8 – Wenn die Erde verglüht… (Originaltitel CAT. 8) ist ein kanadischer zweiteiliger Katastrophenfernsehfilm aus dem Jahr 2013 von Kevin Fair.

## Handlung
Die begabte Wissenschaftlerin Dr. Jane Whitlow wurde vom US-Verteidigungsministerium damit beauftragt, eine Sonde zu entwickeln. Diese soll die Sonnenkraft nutzen, um kosmische Katastrophen wie Asteroiden und Meteoriten abwehren zu können. Die Sonde wird als das schlagkräftigste Verteidigungssystem der Erde angepriesen und mit einem großen Medienrummel der Gesellschaft präsentiert. Nachdem das System im Weltall installiert wurde, wird beim folgenden Test eine massive Sonneneruption ausgelöst.
In der Folge rast ein Sonnensturm auf die Erde zu. Der Sonnensturm droht, alles Leben auf der Erde restlos auszulöschen. Es wird prophezeit, dass die Wolke aus radioaktiven Sonnenpartikeln die irdische Ozonschicht zerstört. Dadurch würde das Leben auf der Erde permanent tödlicher UV-Strahlung ausgesetzt sein.
Dr. Michael Ranger, ein im Pentagon wenig angesehener Wissenschaftler, wird nun um Hilfe gebeten. Tatsächlich ist er in der Lage, den Solarsturm aufzuhalten. Allerdings wird dadurch verursacht, dass die Rotation des Erdkerns zum Erliegen kommt. Dies führt zu einer verheerenden Hitzewelle.
Das Verteidigungsministerium beschließt, durch die Kraft einer Atombombe den Erdkern anzustoßen und ihn dadurch wieder zum Rotieren zu bringen. Dies veranlasst die beiden Wissenschaftler Dr. Jane Whitlow und Dr. Michael Ranger zur Zusammenarbeit, da sie einen Einsatz einer Atombombe vermeiden wollen. Daher arbeiten die beiden an einer Alternative, die weniger gefährlich für die schon ziemlich angeschlagene Erde ist.

## Hintergrund
Der Film feierte in den USA am 1. April 2013 seine Premiere. In Deutschland erschien der Film erstmals am 12. Mai 2014 im Videoverleih.
Für die Fernsehausgabe in Schweden und Finnland wurde der Film auf etwa 115 Minuten gekürzt. Diese Ausgabe erschien auch im Videoverleih in Australien. Im skandinavischen Videoverleih erschien eine auf 166 Minuten gekürzte Fassung. 

## Rezeption
„Überlanger zweiteiliger Science-Fiction-Film mit eher schlecht bedienten Standards und einer unfreiwilligen Komik bei seinen physikalischen Unmöglichkeiten. Die halbwegs passablen Trickeffekte bleiben im erzählerischen Vakuum hängen.“

„Flauer Physikquark, ein breitgewalztes Katastrophenszenario, mittelprächtige Mimen und Effekte vermengen sich zu einem nicht enden wollenden Sci-Fi-Brei. [Fazit:] Flickwerk aus dem Genre-Baukasten.“